# Agneau de Lozère
 (juillet 2017).
L'Agneau de Lozère est l'appellation protégée par une indication géographique protégée désignant une carcasse bouchère d'agneau « de bergerie » (il ne pâture pas), élevé « sous la mère » (allaité naturellement). C'est un produit agricole d'élevage ovin.

## Histoire
Historiquement, le pastoralisme s'est développé sur les causses depuis plus de 2 000 ans. Ce sont des « régions sèches au sol caillouteux et pauvre qui bordent le Massif Central du sud au sud-ouest ».
Un groupe d'éleveur en Lozère était soucieux de la préservation de sa production locale d'agneaux et de son savoir faire. C'est de là que part l'idée de créer une association afin de défendre et valoriser la production de l'agneau de Lozère. C'est alors en 1990 que naît l'association "ELOVEL" (Élevage Ovin et Environnement en Lozère).

## Territoire
La zone géographique d'élevage correspond à celle du Pays de Lozère et comprend 259 communes dont toutes les communes de la Lozère (185), 11 de l’Ardèche, 33 du Cantal et 30 de la Haute Loire.

## Extrait du cahier des charges de l'Indication géographique protégée
- Les agneaux doivent être abattus à un âge inférieur à 130 jours. Ce qui permet d'obtenir un poids carcasse compris entre 7 et 19 kilos.
- La chair doit être d'un blanc rosé, avec un gras de consistance ferme, malléable et de couleur blanche.
- Territoire précis délimité pour l'élevage, 259 communes au total (toute la Lozère).
- Une seule race : Blanche du massif central.
- Les brebis doivent sortir tous les jours, sauf en période d'agnelage ou lorsque les conditions météorologiques ne le permettent pas.
- Leur alimentation doit être faites 100% en fourrage.

## Caractéristiques de l'agneau
L'origine de cet élevage est la Blanche du Massif Central (BMC). Les agneaux sont conduits jeunes et légers. « Ils se situent à la frange de l'agneau de lait et de l'agneau d'herbe ». Pour cela, ils ne sont pas séparés de leurs mères avant leur départ de l'exploitation. Le cahier des charges exigent qu'ils tètent leurs mères jusqu'au sevrage naturel et ne reçoivent aucun allaitement artificiel.

## Commercialisation
Cette viande est vendue uniquement en frais, soit en carcasse entière ou demi-carcasse, soit en découpe demi-gros, ou encore sous forme de prêt à découper (PAD) ou d'unité de vente consommateur (UVC).

## Gastronomie
"La chair de l'agneau de Lozère IGP est soyeuse, sa texture est fine et serrée et sa viande est comme parfumée avec des senteurs d'herbe",.

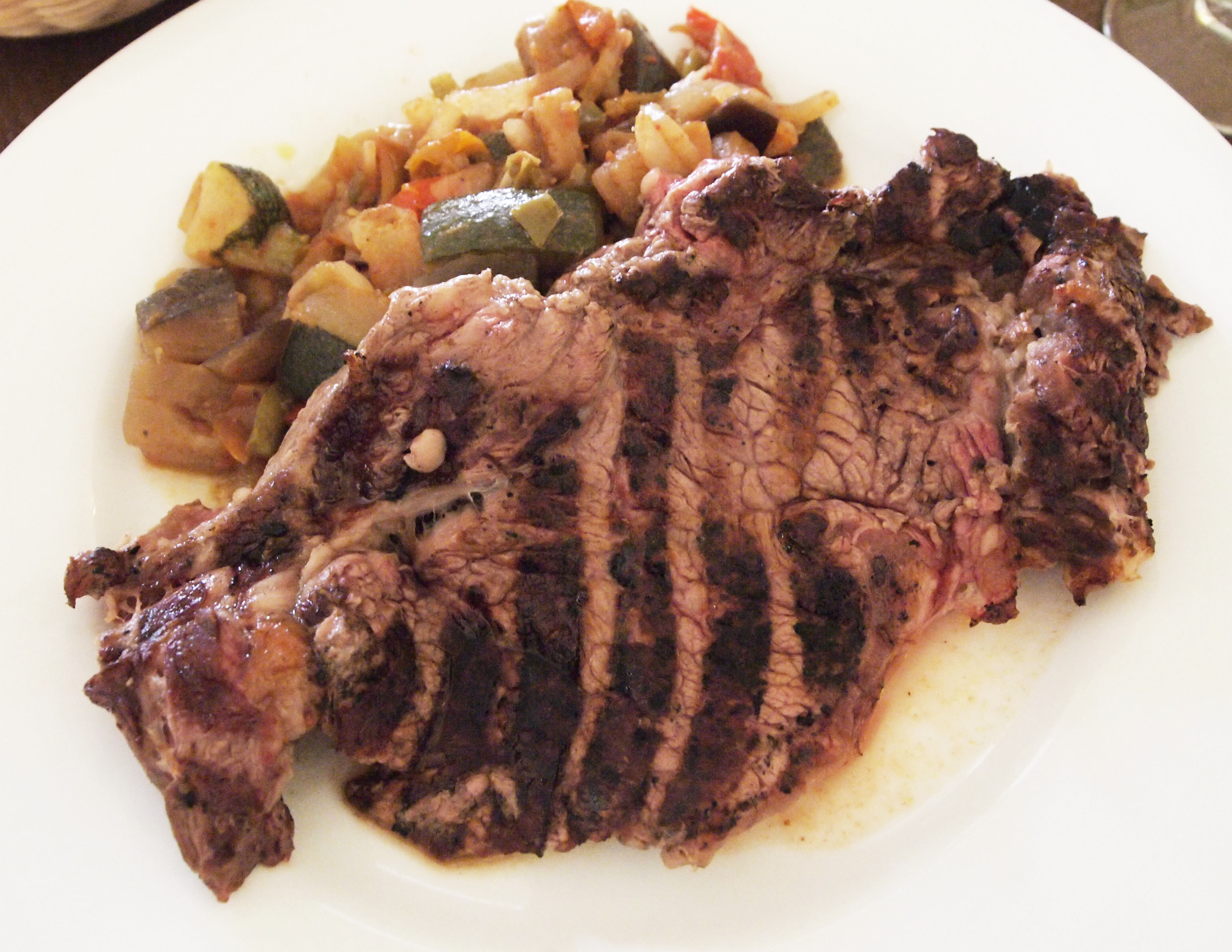
Filet d'agneau et ses légumes de saison
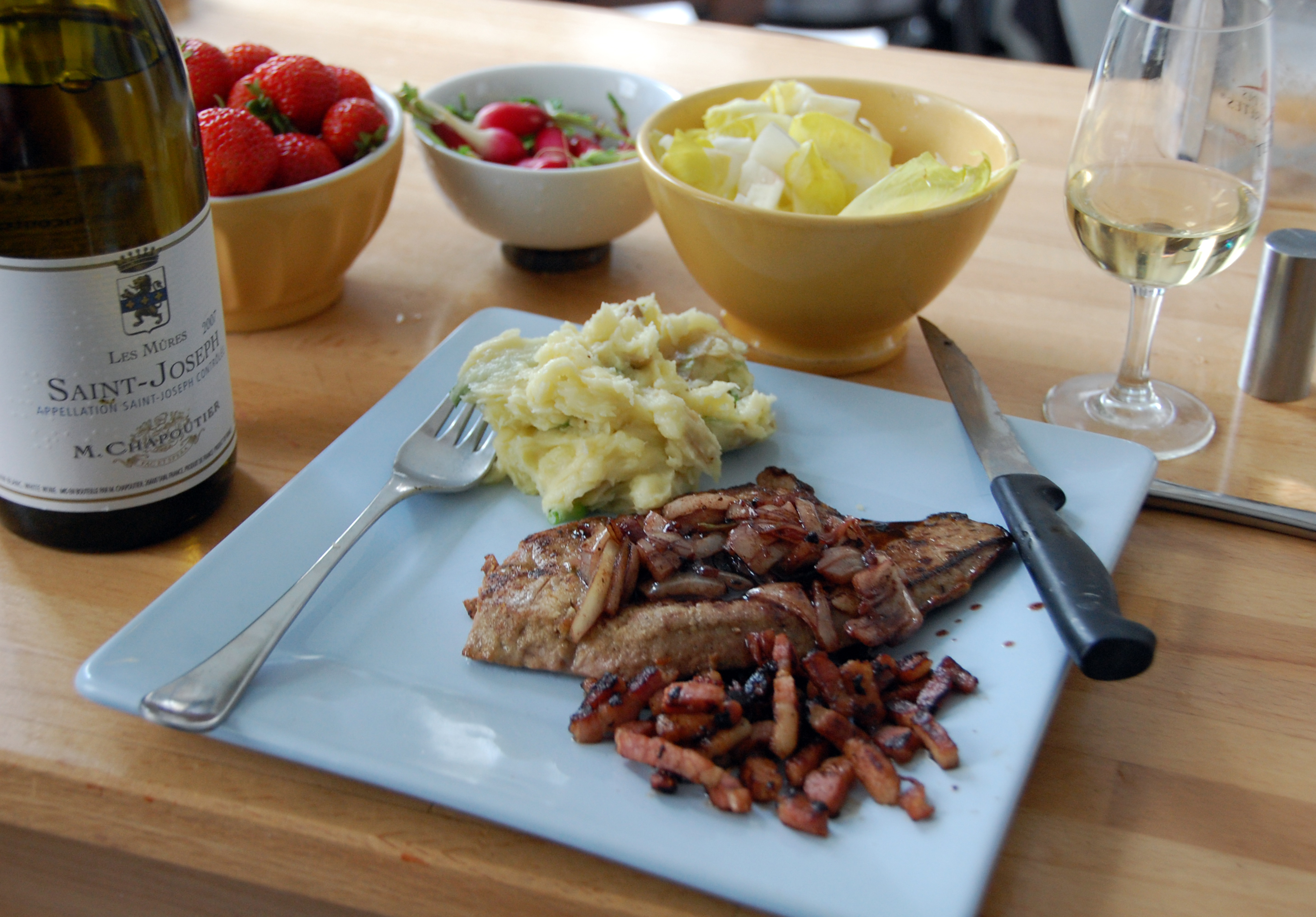
Foie d'agneau de Lozère et Saint-joseph (AOC)
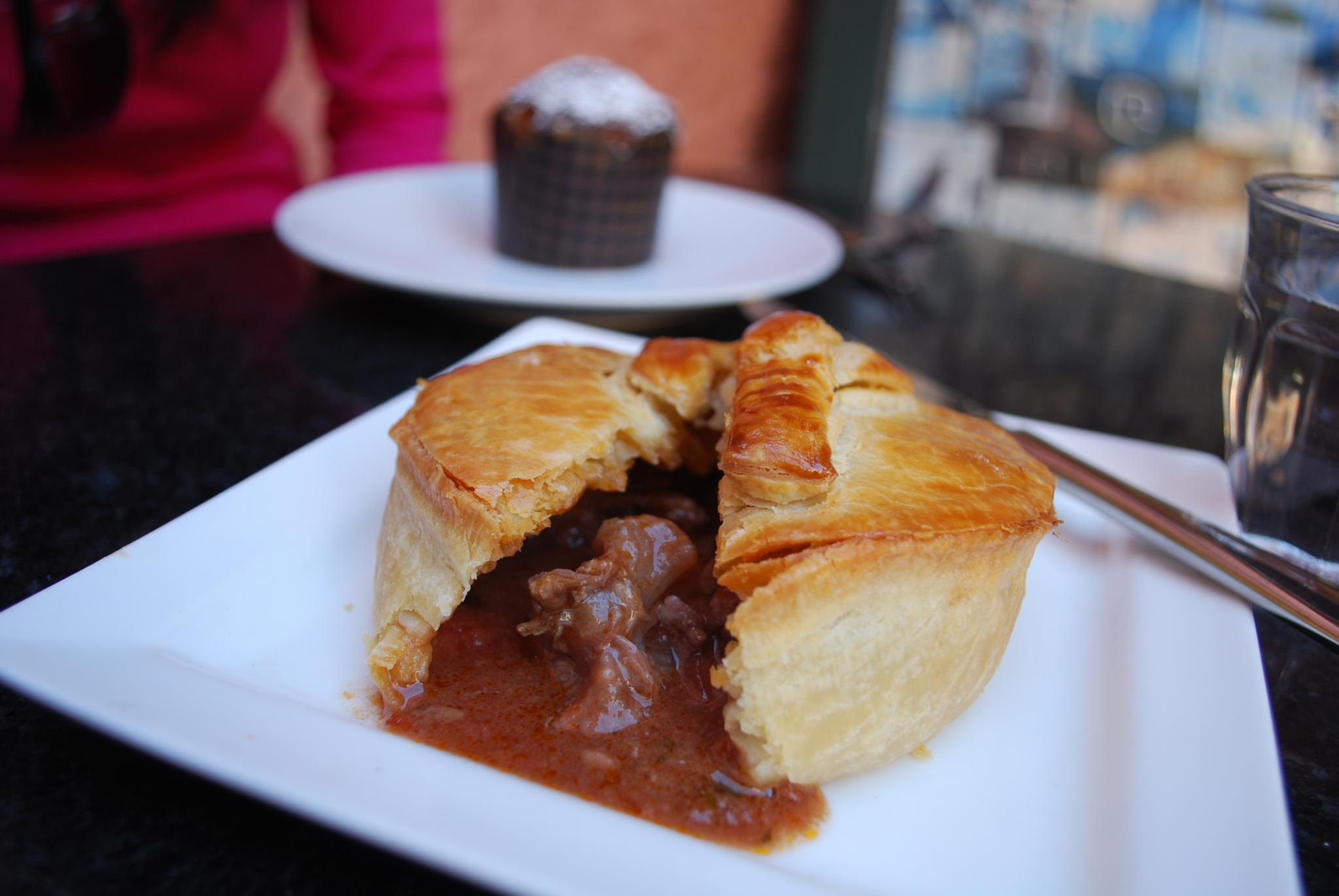
Ragoût d'agneau en chausson